# Knocked Loose
Knocked Loose és un grup estatunidenc de hardcore punk i metalcore format l'any 2013 al comtat d'Oldham. Va publicar el seu àlbum de debut, Laugh Tracks, el setembre de 2016 a través de Pure Noise Records, que va anar seguit d'A Different Shade of Blue el 2019. El seu EP del 2021 A Tear in the Fabric of Life va incorporar elements de death metal. Va publicar el seu tercer àlbum, You Won't Go Before You're Supposed To, el 2024.
Knocked Loose ha estat descrit com a metalcore, hardcore punk i beatdown hardcore. New Noise Magazine, quan va ressenyar Laugh Tracks, va descriure el seu com el de «Comeback Kid en el seu moment més pesat amb els riffs afegits de Slayer i la malícia a l'estil de Code Orange». Bryan Garris, el cantant del grup, ha descrit el seu so com «entre el hardcore i el metalcore», tot i que ha afirmat que la intenció és produir un so divers i difícil de categoritzar. Knocked Loose s'ha acreditat com un dels precursors de l'escena «revival» de metalcore de finals de la dècada del 2010, al costat de grups com Code Orange, Counterparts, Kublai Khan, Varials i Jesus Piece.
El grup ha citat artistes com Omen, Lizzy Borden, Slayer, Judge, Hatebreed, Slipknot, Every Time I Die, Suicide Silence i Job for a Cowboy com a influències. Per A Tear in the Fabric of Life, els membres van referir-se al death metal i a Phil Spector.

## Discografia
Àlbums d'estudi
- Laugh Tracks (2016, Pure Noise)
- A Different Shade of Blue (2019, Pure Noise)
- You Won't Go Before You're Supposed To (2024, Pure Noise)[17]

EP i compartits
- Pop Culture (2014, Little Heart)
- Knocked Loose/Damaged Goods (2015, No Luck/Little Heart)
- Mistakes Like Fractures (2019, Pure Noise)[18]
- A Tear in the Fabric of Life (2021, Pure Noise)[19][20]